# Бергман, Роберт Егорович
Ро́берт Его́рович Бе́ргман (21 апреля [3 мая] 1829, Рига — 2 [14] июня 1878, Санкт-Петербург) — русский архитектор, академик Императорской Академии художеств.

## Биография
Родился 9 (21) апреля 1829 года в Риге. Вольноприходящий учащийся в Императорской Академии художеств (1845—1851). Звание неклассного художника (1851) за программу «Проект частного дома для сдачи в наём». Был признан «назначенным в академики» (1855) за представленный «План дома господина Карамзина». Избран в академики (1870-е).
Автор ряда доходных домов (1863—1876) в Петербурге. Работал также в Царском Селе и в Курской губернии.
Умер 2 (14) июня 1878 года, похоронен на Волковском лютеранском кладбище в Петербурге.

## Проекты и постройки
- Доходный дом (перестройка). Набережная Фонтанки, 55 — площадь Ломоносова, 6 (1863—1865; надстроен)[3][5];
- Доходный дом купца И. М. Крюкова. Набережная Макарова, 22; Кадетская линия, 31 (1867—1868)[3][6];
- Доходный дом Э. Л. Гюнтера (перестройка). Кадетская линия, 19 (1868)[3][7];
- Доходный дом (перестройка). Тучков переулок, 14 (1868)[3][8];
- Церковь Святого Михаила (первоначальный проект, не реализован) (1872)[3][9];
- Доходный дом (перестройка). Двинский переулок, 1, правая часть (1876; надстроен)[3].